# Chelidorhynx hypoxantha
El abanico ventrigualdo (Chelidorhynx hypoxantha) es una especie de ave paseriforme en la familia Stenostiridae. Habita en el norte del subcontinente indio, centro y sur de China, y norte de Indochina. Mide unos 8 cm de largo. Es de color amarillo y posee una franja negra en el ojo, una franja blanca en las alas y una ancha cola negra con extremo blanco.
Antiguamente estaba integrado en la familia Rhipiduridae, pero estudios de ADN indican que es un pariente cercano del Stenostira scita y por lo tanto ha sido transferido a la familia Stenostiridae (IOC World Bird List (ver. 4.1)), en el género monotipo Chelidorhynx.